# Rudolf Havelka
Rudolf Havelka (1. května 1927, Sezemice – 14. dubna 2007, Česko) byl československý motocyklový závodník, reprezentant v ploché dráze. Patřil k legendám československé ploché dráhy.

## Závodní kariéra
V Mistrovství Československa na klasické ploché dráze skončil dvakrát na 1. místě (1950 a 1957), dvakrát na 2. místě (1949 a 1955) a třikrát na 3. místě (1954, 1956 a 1963). V letech 1956-1966 startoval pětkrát v kvalifikaci mistrovství světa jednotlivců, dvakrát postoupil do kontinentálního finále - 1957 ve Vídni skončil na 15. místě a v roce 1964 ve Slaném skončil na 14. místě. V roce 1965 vyhrál malé finále při Zlaté přilbě v Pardubicích. Jezdil za Pardubice a Rudou hvězdu Praha. V roce 1971 ve 44 letech hrál klíčovou roli při návratu Pardubic do plochodrážní extraligy. Kariéru ukončil v roce 1974, dále působil jako trenér v Pardubicích a u reprezentace. Až do konce svého života působil v klubu Zlatá přilba Pardubice v různých funkcích.